# Кошиці (гміна)
Гміна Коши́ці (пол. Gmina Koszyce) — місько-сільська гміна в південній Польщі. Належить до Прошовицького повіту Малопольського воєводства.
Станом на 31 грудня 2011 у гміні проживало 5729 осіб.

## Площа
Згідно з даними за 2007 рік площа гміни становила 65.96 км², у тому числі:
- орні землі: 88.00 %
- ліси: 2.00 %

Таким чином, площа гміни становить 15.91 % площі повіту.

## Населення
Станом на 31 грудня 2011:
| Опис     | Загалом | Загалом | Чоловіки | Чоловіки | Жінки | Жінки |
| -------- | ------- | ------- | -------- | -------- | ----- | ----- |
| одиниця  | осіб    | %       | осіб     | %        | осіб  | %     |
| все      | 5729    | 100     | 2781     | 48.54    | 2948  | 51.46 |
| міське   | 0       | 100     | 0        |          | 0     |       |
| сільське | 5729    | 100     | 2781     | 48.54    | 2948  | 51.46 |

## Сусідні гміни
Гміна Кошице межує з такими гмінами: Бейсце, Ветшиховіце, Дрвіня, Казімежа-Велька, Нове Бжесько, Опатовець, Прошовіце, Щурова.